# Christian Di Giuliomaria
Christian Di Giuliomaria (Roma, 15 giugno 1979) è un ex cestista e allenatore di pallacanestro italiano.
Alto 2,10 m per 108 kg, ha giocato nel ruolo di ala-centro

## Carriera
Cresce nel vivaio della Pallacanestro Cantù, con cui esordisce in A nel 1996. Rimane nella città lombarda fino al 2000, quando si trasferisce alla Pallacanestro Varese.  Qui però subisce due gravi infortuni e la sua carriera è considerata finita da molte persone nell'ambiente. Nel 2003 scade il contratto con Varese e viene chiamato dalla Dinamo Banco di Sardegna Sassari in LegA2 per dare manforte alla squadra che navigava in brutte acque. Nell'esperienza Sassarese che ha ridato vita a Christian è stato uno dei migliori lunghi del campionato.
Nella stagione 2004-05 la Dinamo Banco di Sardegna Sassari tenta di riconfermare Christian, ma la società incappa in problemi di sponsorizzazioni, arriva subito la chiamata del Roseto Basket, dove Di Giuliomaria rinasce, conquistando anche la maglia azzurra. Nell'estate 2005 passa alla Snaidero Udine. Nel campionato 2005-06 ha avuto una media di 21 minuti, 9,8 punti e 4,4 rimbalzi a partita. È uno dei migliori stoppatori del campionato italiano ed è stato premiato con la partecipazione all'All Star Game della Serie A 2006.
Al termine della stagione sportiva 2008-09, conclusasi con l'amara retrocessione in A2 della Snaidero Udine, il giocatore si è accordato con l'ambiziosa Reyer Venezia. Dal settembre 2011 tesserato per la Tezenis Verona in Legadue. Il 22 novembre 2012 firma con i Lugano Tigers di serie A svizzera, per poi tornare, da fine gennaio 2013, a Roseto, ingaggiato dalla formazione locale che milita in DNB.
A febbraio 2014 disputa un paio di presenze con la Sigma Barcellona.
Nella stagione 2014-15 veste la maglia del "Campli Basket Nino di Annunzio 1957", squadra dal passato glorioso, con cui raggiunge la promozione in serie B
Nella stagione 2015-16 veste di nuovo la casacca del "Campli Basket Nino Di Annunzio 1957", salvo poi essere ceduto a metà stagione ad Udine.
Nella stagione 2016-17 veste la maglia della Pallacanestro Bernareggio B99 in serie C Gold.